# Pielgrzymowo (Płoskinia)
Pour les articles homonymes, voir Pielgrzymowo.
Pielgrzymowo est un village polonais de la voïvodie de Varmie-Mazurie, dans le powiat de Braniewo.

## Histoire
De 1818 à 1945, Pilgramsdorf fait partie de l'arrondissement de Braunsberg dans le district de Königsberg de la province de Prusse-Orientale.